# Théodicius de Spolète
Théodicius fut un duc Lombard de Spolète de 763 à 773.

## Biographie
Théodicius succède à Gisulf au début de 763. Il prend pour la première fois le titre de duc de Spolète « Theodicius gloriosus et summus dux Ducatus Spoletani  » à la place de celui de « duc des Lombards  ». Sur les quatre diplômes de Théodicius qu'il nous reste trois sont émis du palais de Spolète et un de la cité de Rieti. En 772 le roi Didier de Lombardie l'envoie avec le duc d'Ivrée comme ambassadeur lors de l'élévation au pontificat d'Adrien Ier. Il est encore duc en septembre 773 mais dans les premiers mois de 774 son successeur est en place
Bien qu'il ait été souvent avancé qu'il soit mort lors du siège de Pavie en 773–774, il était toujours vivant le 9 juin 776, quand Charlemagne confirme les propriétés de abbaye de Farfa à l'abbé Ingoald lors du règne de son successeur Hildebrand .